# Caerellia
Caerellia war eine im 1. Jahrhundert v. Chr. lebende Frau, die mit Marcus Tullius Cicero in seinen letzten Lebensjahren, spätestens ab 46 v. Chr., in vielfältigen Beziehungen stand. Sie war in Rom und in der Provinz Asia begütert und interessierte sich besonders für Ciceros philosophische Schriften. Ihre Beziehung zu den wenigen bekannten Mitgliedern der plebeischen Familie der Caerellier muss offenbleiben.

## Caerellia bei Cicero und Cassius Dio
Cicero zeigt in seinen Briefen verschiedene Aspekte Caerellias. In zwei Briefen an Atticus tritt sie in der traditionellen Rolle der Vermittlerin in Familienangelegenheiten (zwischen Cicero und dem Bruder seiner zweiten Frau) auf. Aber auch in Finanzgeschäften ist Caerellia tätig. Sie hat Cicero ein wahrscheinlich beträchtliches Darlehen gewährt. Cicero hingegen ersucht den Prokonsul der Provinz Asia, Publius Servilius Isauricus, sowohl im persönlichen Gespräch als auch schriftlich, Caerellia bezüglich ihrer Schuldforderungen und Besitzungen in seiner Provinz zu unterstützen, bis an die Grenzen seiner Möglichkeiten (quae tua fides pateretur). Er bezeichnet sie dabei als Caerellia, necessaria mea, was sowohl mit „Caerellia, meine Schutzbefohlene“ als auch mit „Caerellia, meine Freundin“ übersetzt werden kann.
Rätselhaft bleibt Caerellias Verhältnis zur Philosophie. Sie hat sich eine Vorabversion von Ciceros De finibus bonorum et malorum anscheinend aus der Schreibstube des Atticus verschafft, wohl nicht nur zum privaten Gebrauch, denn Cicero sieht seine Belange beeinträchtigt.
Rund 250 Jahre später gibt Cassius Dio in seiner Römischen Geschichte eine angeblich im Januar 43 v. Chr. gehaltene Rede des Quintus Fufius Calenus wieder, in der dieser Cicero des Ehebruchs mit der wesentlich älteren Caerellia bezichtigt. Trotz des großen Zeitabstandes ist es wahrscheinlich, dass die Rede in ähnlicher Form gehalten wurde. Cassius Dio hatte Zugriff auf die Archive des Senats in Rom und auch die Grundzüge der Philippica Ciceros, auf die Quintus Fufius Calenus mit seiner Rede antwortet, gibt Cassius Dio gut wieder. Solche Gerüchte werden also wohl in Rom kursiert haben, gleichwohl ist der Vorwurf als Verleumdung zu werten, war Cicero doch zum Zeitpunkt ihres Kennenlernens bereits in den Sechzigern und Caerellia noch älter. 

## Caerellia in späteren Quellen
Auch nach seinem Tod kursierten Briefe Ciceros an Caerellia, die allerdings später verloren gingen. Quintilian zitiert einen Brief als Beispiel für die scherzhafte Behandlung politischer Themen. Noch im 4. Jahrhundert rechtfertigte sich Ausonius für die Anzüglichkeiten in seinem Cento nuptialis mit der petulantia, der Ausgelassenheit, die auch der sonst ernste Cicero in seinen Briefen an Caerellia gezeigt habe. 